# フリッツ・ヘルテル
フリッツ・ヘルテル（Fritz Härtel、1877年2月22日 - 1940年6月15日）は、大正時代の日本で活躍したドイツの医学者である。ヘリテルとも表記される。

## 経歴・人物
ザクセン州の生まれ。ルートヴィヒ・マクシミリアン大学ミュンヘンで医学や法学を学んだ。後に卒業し、他大学でも学ぶ。1922年（大正11年）に来日し、大阪医科大学（現在の大阪大学医学部）にて第一外科医長となり、教鞭を執るとともに診察にあたった。
1930年（昭和5年）に任期満了となり帰国し、帰国後はベルリン大学の附属病院における外科の部長を務めた。